# Albanisch-irische Beziehungen
Albanien und die Republik Irland unterhalten seit 1995 diplomatische Beziehungen. Keines der beiden Länder verfügt über einen ansässigen Botschafter. Irland hat einen nicht ansässigen Botschafter mit Sitz in Athen, Albanien hat einen nicht ansässigen Botschafter mit Sitz in London. Beide Länder sind Mitglieder des European Council on Foreign Relations, der Union für den Mittelmeerraum und der Organisation für Sicherheit und Zusammenarbeit in Europa (OSZE).

## Geschichte
Delegationen beider Länder trafen sich nach dem Ende des Zweiten Weltkriegs im Jahr 1945, um diplomatische Beziehungen zueinander aufzubauen. Bei diesem Treffen wurde den Balkanländern aufgrund der schlechten Lage nach dem Ende des Zweiten Weltkriegs von der irischen Regierung Hilfe zugesagt.
Irland bemüht sich um die Eröffnung diplomatischer Vertretungen auf dem Westbalkan, da die Zahl seiner diplomatischen Vertretungen weltweit zunimmt und Irland die Erweiterungsagenda der Europäischen Union unterstützt.
Im Februar 2019 besuchte die irische Staatsministerin für europäische Angelegenheiten, Helen McEntee, Albanien. Premierminister Micheál Martin nahm am 6. Dezember 2022 an der Westbalkan-Konferenz in Tirana teil, aber nicht beim Gipfeltreffen der Europäischen Politischen Gemeinschaft am 16. Mai 2025 in Tirana.

## Wirtschaftsbeziehungen
Der Handel zwischen den beiden Staaten ist gering. Im Jahr 2022 exportierte Irland Waren im Wert von 12,2 Millionen US-Dollar nach Albanien und Albanien im Wert von 3,13 Millionen US-Dollar nach Irland.